# Heinrich Cornelius Agrippa

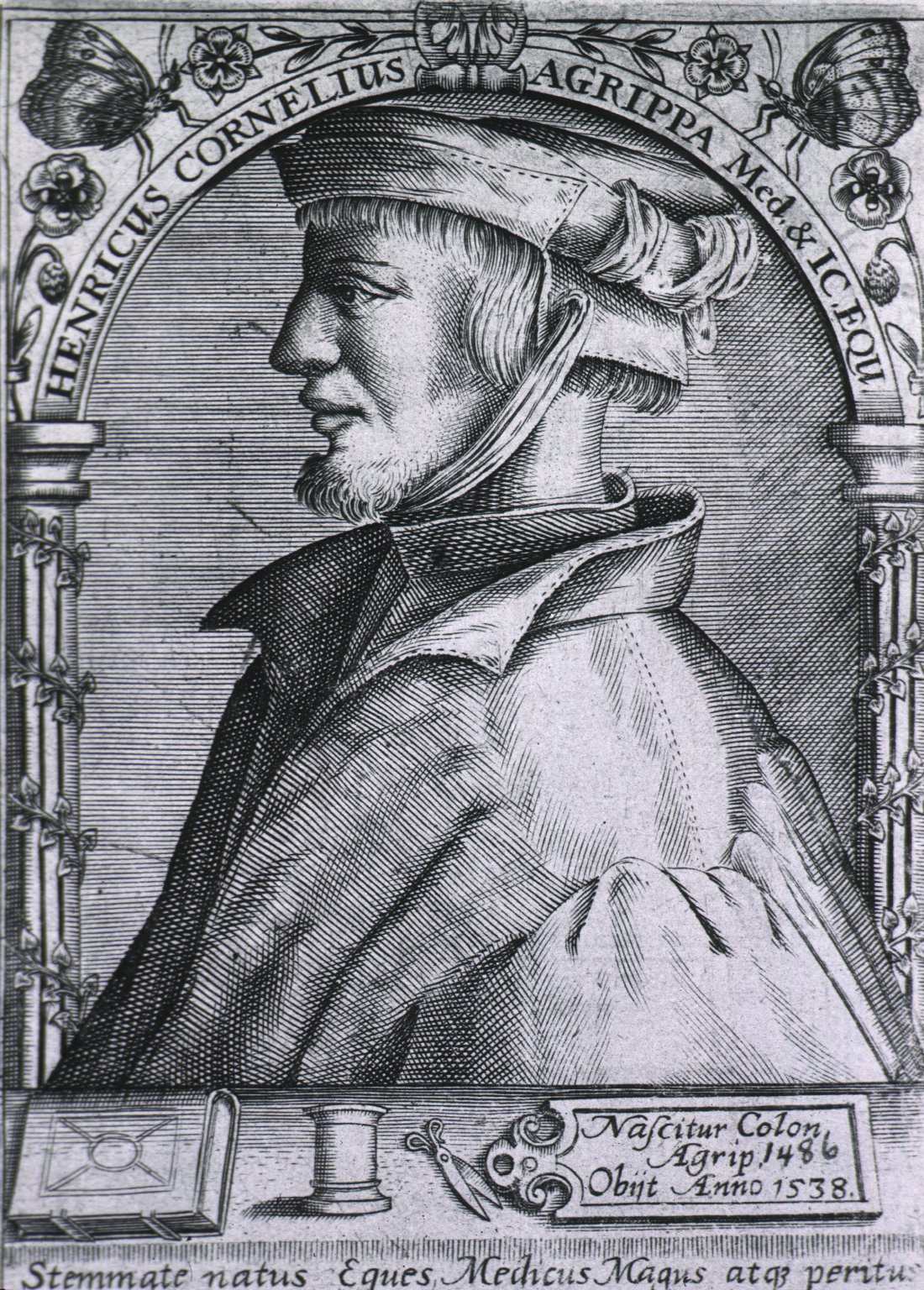
Heinrich Cornelius Agrippa

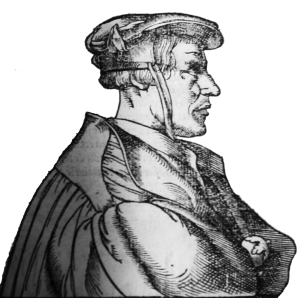
Heinrich Cornelius Agrippa

Heinrich Cornelius Agrippa von Nettesheim (n. 14 septembrie 1486 — d. 18 februarie 1535) a fost naturalist, astrolog, alchimist, filozof și autor german de scrieri oculte.

## Biografie
A studiat în orașul său natal, Colonia și apoi la Paris. Revine în Colonia în jurul vârstei de douăzeci de ani, dar pleacă imediat pentru a hoinări prin Europa. 
În anul 1512, a fost profesor la Universitatea din Dole, Franța, unde a ținut mai multe prelegeri despre De verbo mirifico de Johann Reuchlin. Teologi precum Jean Catilinet sau Cordelier au protestat public împotriva interpretării date lucrării De verbo mirifico la Dole, acuzându-l pe Agrippa de erezie.
În 1510, Agrippa a lucrat o vreme cu Johannes Trithemius căruia i-a trimis o ciornă a operei sale, De occulta philosophia libri tres, o sinteză a gândirii oculte renascentiste. Trithemius l-a încurajat sugerându-i însă să-și păstreze opera secretă. Agrippa a ales să n-o publice, poate tocmai din acest motiv, dar a continuat să corecteze și să regândească lucrarea timp de douăzeci de ani. 
În timpul peregrinărilor sale în Germania, Franța și Italia, el a lucrat ca teolog, fizician, jurisconsult și soldat. 
| “ | "Există mărturii că a luat drumul Angliei pentru a trata cum spune el, o afacere de cea mai mare însemnătate; că împăratul Maximilian l-a trimis să ajungă din urmă armata pe care o trimisese în Italia; că ducesa de Anjou l-a poftit să vină în Franța, iar Margareta de Austria l-a chemat la Anvers, arhiepiscopul de Colonia îi cerea să vină în Germania, iar în Franța s-a mai dus o dată, când a și murit acolo în 1533, [...] în orașul Grenoble." | ” |

Personalitatea și viața lui Agrippa a fost consemnată de numeroase demnități ale epocii sale, după cum menționează G.Naudé în Apologie pour les Grands Hommes soupçonnés de Magie:
| “ | "La numai douăzeci de ani, Agrippa a fost reținut de niște seniori francezi pentru a lucra în arta Chrysopeei; doi ani mai târziu, publică și explică dificila și obscura carte a lui Reuchlin De verbo mirifico; vorbea opt limbi; a fost ales de cardinalul de Sainte-Croix pentru a participa la Conciliul ce urma să aibă loc la Pisa; Papa i-a scris o scrisoare de încurajare pentru a continua și a duce la bun sfârșit ceea ce începuse; în Franța, cardinalul de Lorena a ținut să fie nașul unuia dintre fiii săi; un marchiz din Italia, regele Angliei, cancelarul Mercur Gatinaria și Margareta, prințesa de Austria, l-au chemat, în același timp, în serviciul lor; în sfârșit, a fost prieten cu patru cardinali, cu cinci episcopi, precum și cu toți oamenii celebri ai vremii, ca Erasm, le Fevre, d’Etaples, Trithemius, Capito, Melancthon, Capellanus, Montius și Cantiuncula. De aceea, nu ma mira deloc că Jacques Gohory îl așază inter clarissima sui saeculi lumina; că Lud. Wigius îl numește Venerandum Dominum Agrippam, literarumque omnium miraculum et amorem bonorum; că Wier, Melchior Adam și încă mulți alții vorbesc despre el în termeni laudativi. " | ” |

## Scrieri
Cartea sa De occulta philosophia (1533) e pătrunsă de animismul specific filozofiei naturii, pe care o concepea ca pe un organism viu.
| “ | "Ar fi absurd ca cerul, aștrii și elementele, care sunt izvor de viață pentru toate ființele particulare să fie ele însele lipsite de viață." | ” |